# Prière eucharistique
La prière eucharistique ou paroles de la consécration est l'ensemble des formules prononcées lors de la consécration des hosties — ou du pain pour les orthodoxes — et du vin. Il s'agit de la partie eucharistique de la messe, c'est-à-dire de l'ensemble des formules comprises entre l’offertoire et le Notre Père. C'est la partie la plus importante de la messe.

## Église catholique
La prière eucharistique est dite par des prêtres seulement. 
La prière eucharistique est une « prière d'action de grâce et de sanctification. […] Le sens de cette prière est que toute l'assemblée des fidèles s'unisse au Christ dans la confession des hauts faits de Dieu et dans l'offrande du sacrifice » (P.G.M.R. 78). 
La prière eucharistique est l'actualisation non sanglante du sacrifice du Christ lors du Calvaire. C'est au cours de la prière eucharistique que la transsubstantiation se manifeste par la présence réelle du Christ dans les espèces consacrées.

### Messe de Vatican II
Dans la messe de Vatican II, le prêtre a le choix entre plusieurs prières eucharistiques (PE) auxquelles l'assemblée répond par diverses acclamations. Les quatre principales prières eucharistiques sont :
1. la première est la reprise avec quelques modifications de l’unique prière eucharistique du rite romain avant Vatican II, le Canon (c’est-à-dire la norme) romain. D'inspiration certainement plus ancienne, la partie centrale est livrée par saint Ambroise dans les années 380 (De Sacr. IV, 5, 21-27) et le texte est quasi définitivement fixé avec saint Grégoire, mort en 604, puis modifié au IXe siècle[3]. Le Missel romain la recommande particulièrement les jours de solennité, le dimanche et aux fêtes des apôtres et des saints dont le nom est cité dans celle-ci.
2. la deuxième prière eucharistique est tirée d’une prière inscrite dans un ouvrage du début du IIIe siècle : la Tradition apostolique (le plus communément attribuée à Hippolyte de Rome vers 215[3]). Recommandée pour les messes célébrées  durant la semaine, elle possède une préface propre, qui peut être remplacée cependant par une autre préface au choix.
3. la troisième prière eucharistique, rédigée en 1967, reprend des éléments des traditions gallicanes et hispaniques, sur le plan de la seconde prière eucharistique[3]. Le Missel romain la recommande les dimanches et fêtes, comme alternative au Canon romain.
4. la quatrième prière eucharistique s’inspire de la liturgie orientale (prière eucharistique de Basile de Césarée utilisée dans le rite byzantin) et reprend, depuis la préface jusqu’à la doxologie finale, toute l’histoire du salut. Cette prière comprend une préface propre, longue hymne de louange, dont on ne peut la séparer. Elle peut néanmoins être employée les dimanches du temps ordinaire, avec cette préface.

Pour les quatre prières eucharistiques, le récit de la dernière cène comporte le texte suivant :
« Prenez, et mangez-en tous,
ceci est mon corps,
livré pour vous »,
pour la consécration du pain.

Et « Prenez, et buvez-en tous, car ceci est la coupe de mon sang,
le sang de l’Alliance nouvelle et éternelle,
qui sera versé
pour vous et pour la multitude
en rémission des péchés.
Vous ferez cela, en mémoire de moi »,
pour la consécration du vin.
Les autres prières eucharistiques sont : les trois prières eucharistiques pour assemblées d'enfants, les deux prières eucharistiques pour la réconciliation et la prière eucharistique pour les circonstances particulières avec ses quatre variantes. 
Deux épiclèses (invocations du Saint-Esprit) ont lieu : la première est dite sur les offrandes (pain et vin qui deviendront corps et sang du Christ), la seconde est dite après le récit de l'institution pour bénir l'assemblée.

### Messe tridentine
Dans la messe tridentine, il existe une seule prière dénommée Canon, c'est-à-dire la première prière eucharistique de la messe de Vatican II.

## Église byzantine
L'Église byzantine utilise deux « prières eucharistiques », celle de saint Jean Chrysostome et celle de saint Basile. Mais on parle plutôt, dans les rites orientaux, d'« anaphores ».

## Église syriaque (ou syrienne occidentale)
La tradition syriaque possède plusieurs dizaines d'anaphores, dont les principales sont publiées dans la collection Anaphoræ Syriacæ  (ISBN 88-7210-281-2) à Rome. Sept fascicules comprenant une vingtaine d'anaphores sont parus entre 1939 et 1981.

## Sources
L'ouvrage de référence contenant les principaux formulaires de prière eucharistique connus (nonobstant les développements récents dans les Églises en Occident) est : A. Hänggi et I. Pahl, Prex eucharistica. Textus e variis liturgiis antiquioribus selecti, vol. I, Fribourg, coll. « Spic. Frib. » (no 12), 1998, 3e éd..